# 圣母向圣伯尔纳铎显现 (佩鲁吉诺)
《圣母向圣伯尔纳铎显现》是意大利佩鲁贾 的翁布里亚画派主要画家 彼得罗·佩鲁吉诺的一幅木板油画，是佛罗伦萨巴齐玛利亚玛达肋纳堂的祭坛画。 1829/1830 年由巴伐利亚国王路德维希一世从佛罗伦萨的卡波尼购得，现藏于慕尼黑的老绘画陈列馆。 该作品称为“15 世纪末欧洲绘画的巅峰之作之一”。 
这幅画描绘伯尔纳铎正在深入研究时，圣母玛利亚的肉身向他显现。周围围绕着四位圣人，构图完美对称，但并没有人为的感觉。 画面呈现宁静的美，不同人物的面孔为此做出贡献，而没有表现出太多的个人主义或现实主义。 颜色明亮而不浮华。 